# Чемпионат Европы по лёгкой атлетике среди юношей 2022
3-й чемпионат Европы по лёгкой атлетике среди юношей проходил с 4 по 7 июля 2022 года на стадионе «Гиват-Рам» в Иерусалиме (Израиль). К соревнованиям, согласно правилам, были допущены спортсмены 2005 и 2006 годов рождения, выполнившие в установленные сроки необходимые квалификационные требования и нормативы.
По плану третий чемпионат Европы для спортсменов до 18 лет должен был состояться в 2020 году в итальянском Риети, но из-за пандемии COVID-19 соревнования были отменены. Очередной турнир состоялся только спустя 4 года в Иерусалиме. В то же время, Риети получил право проведения чемпионата 2026 года.
На старт в 40 дисциплинах вышли 967 легкоатлетов из 48 стран Европы (484 юноши и 483 девушки). В третий раз подряд к турниру не была допущена сборная России, отстранённая от международных стартов из-за допингового скандала 2015 года. Более того, на фоне вторжения российских войск на Украину, начавшегося 24 февраля 2022 года, World Athletics и Европейская легкоатлетическая ассоциация закрыли допуск на главные международные соревнования даже для легкоатлетов, получивших нейтральный статус, а также для спортсменов из Белоруссии.

## Итоги соревнований
На чемпионате были установлены 2 новых высших европейских достижения (в возрастной категории до 18 лет официальные рекорды не регистрируются). Один из самых молодых участников соревнований, 15-летний Топи Парвиайнен из Финляндии, улучшил результат в метании копья — 84,52 м. Предыдущее достижение (83,94 м) принадлежало немцу Никласу Каулю и было установлено в 2015 году. Рекордное время 2.07,18 показали в шведской эстафете 100+200+300+400 м девушки из Великобритании, обновив рекорд сборной Италии (2.07,46), установленный на предыдущем чемпионате.
Британские легкоатлетки отметились не только в эстафете, но и во многих индивидуальных дисциплинах. Сборная Великобритании выиграла медальный зачёт, причём все 8 золотых наград завоевали девушки. Помимо эстафеты, они стали сильнейшими в 6 беговых дисциплинах из 9, а также в толкании ядра. Все дисциплины были выиграны разными спортсменками.
Яркими выступлениями отметились Нильс Ларос из Нидерландов и Маттия Фурлани из Италии, сделавшие победные дубли. Ларосу не было равных в беге на 1500 и 3000 метров, а Фурлани смог удачно совместить выступления в прыжке в высоту и длину — редкой комбинации из вертикальных и горизонтальных прыжков.
Несколько побед в Иерусалиме одержали родственники известных легкоатлетов. Топи Парвиайнен — племянник чемпиона мира 1999 года в метании копья Аки Парвиайнена и сын призёра Универсиады — 1993 Мики Парвиайнена. Маттия Фурлани — сын прыгуна в высоту Марчелло Фурлани (личный рекорд — 2,27 м) и бегуньи из Сенегала Кэти Сек, младший брат прыгуньи в высоту Эрики Фурлани. Метание диска среди юношей выиграл украинец Михаил Брудин, посвятивший свою победу двоюродной бабушке Фаине Мельник — олимпийской чемпионке 1972 года и экс-рекордсменке мира в этой дисциплине у женщин. Участница взрослого чемпионата мира в помещении — 2022 Ангелина Топич из Сербии ожидаемо выиграла прыжок в высоту. Её отец Драгутин Топич — чемпион Европы 1990 года и участник шести Олимпийских игр в этой дисциплине, а мама Биляна Топич — финалистка чемпионатов мира в тройном прыжке. Сильнейшим в ходьбе на 10 000 метров у юношей стал немец Фредерик Вайгель, сын чемпиона мира 1983 года на дистанции 50 км Рональда Вайгеля. Ещё одно золото для Германии завоевала в беге на 2000 метров с препятствиями Йоланда Каллабис — дочь чемпиона Европы 1998 года в стипль-чезе Дамиана Каллабиса.

## Призёры
Сокращения: WU18B — высшее мировое достижение среди юношей | EU18B — высшее европейское достижение среди юношей | NU18B — высшее национальное достижение среди юношей | CR — рекорд чемпионата

Курсивом выделены участники, выступавшие за эстафетные команды только в предварительных забегах

### Юноши
| Дисциплина                                                     | Золото | Золото                     | Серебро | Серебро            | Бронза                                                                                                  | Бронза             |
| -------------------------------------------------------------- | --- | -------------------------- | --- | ------------------ | --- | ------------------ |
| 100 м (ветер: +0,6 м/с)                                        | Марек Закшевский Польша                                                                                                 | 10,32 NU18B CR             | Исак Хьюз Швеция | 10,36 NU18B        | Бенедикт Валльштайн Германия                                                                            | 10,44              |
| 200 м (ветер: +1,5 м/с)                                        | Дежан Отту Франция | 21,10                      | Эдуардо Лонгобарди Италия | 21,22              | Михал Гошкович Польша                                                                                   | 21,34              |
| 400 м                                                          | Давид Гарсия Испания | 46,67 NU18B CR             | Арпад Ковач Венгрия | 47,87              | Адриан Вуйцяк Польша                                                                                    | 48,13              |
| 800 м                                                          | Якуб Дудыха Чехия | 1.51,35                    | Ноам Маму Израиль | 1.51,79            | Давиде Де Роза Италия                                                                                   | 1.51,81            |
| 1500 м                                                         | Нильс Ларос Нидерланды                                                                                                  | 3.49,99 CR                 | Андреас Фьельд Халворсен Норвегия | 3.52,14            | Тендай Ньябадза Великобритания                                                                          | 3.52,47            |
| 3000 м                                                         | Нильс Ларос Нидерланды                                                                                                  | 8.11,49                    | Андреас Фьельд Халворсен Норвегия | 8.13,48            | Эдвард Бёрд Великобритания                                                                              | 8.14,59            |
| 2000 м с препятствиями                                         | Серхио Дель Баррио Испания                                                                                              | 5.38,55 NU18B CR           | Хишам Эррбибих Франция | 5.40,35 NU18B      | Арно Либль Швейцария                                                                                    | 5.40,45 NU18B      |
| 110 м с барьерами (высота барьеров: 91,4 см) (ветер: +1,1 м/с) | Давид Пронк Нидерланды                                                                                                  | 13,50                      | Немо Раз Бельгия | 13,56              | Нильс Ляйферт Германия                                                                                  | 13,60              |
| 400 м с барьерами (высота барьеров: 84 см)                     | Бастиан Эльнан Эурстад Норвегия                                                                                         | 50,89 NU18B                | Финтан Дьюхирст Ирландия | 51,65 NU18B        | Дердё Такач Венгрия                                                                                     | 51,77              |
| Прыжок в высоту                                                | Маттия Фурлани Италия                                                                                                   | 2,15 м                     | Михалис Христофи Кипр | 2,13 м             | не вручалась                                                                                            |                    |
| Прыжок в высоту                                                | Маттия Фурлани Италия                                                                                                   | 2,15 м                     | Якуб Валецкий Польша | 2,13 м             | не вручалась                                                                                            |                    |
| Прыжок с шестом                                                | Михал Гавенда Польша | 5,10 м                     | Валентен Имсан Швейцария | 5,10 м             | Линус Йонссон Швеция                                                                                    | 5,10 м             |
| Прыжок в длину                                                 | Маттия Фурлани Италия                                                                                                   | 8,04 м (+1,8 м/с) NU18B CR | Томас Мартинес Франция | 7,73 м (+2,5 м/с)  | Франческо Инцоли Италия                                                                                 | 7,58 м (+2,1 м/с)  |
| Тройной прыжок                                                 | Лучезар Вылчев Болгария                                                                                                 | 15,76 м (+1,2 м/с)         | Николо Каннавале Италия | 15,45 м (+1,0 м/с) | Васил Русенов Болгария                                                                                  | 15,18 м (+1,1 м/с) |
| Толкание ядра (вес снаряда: 5 кг)                              | Али Пекер Турция | 21,03 м NU18B              | Георг Харпф Германия | 20,16 м            | Аату Кангасниеми Финляндия                                                                              | 19,48 м            |
| Метание диска (вес снаряда: 1,5 кг)                            | Михаил Брудин Украина                                                                                                   | 64,51 м CR                 | Янник Рольвинк Нидерланды | 63,06 м NU18B      | Михай Моторка Румыния                                                                                   | 58,18 м            |
| Метание молота (вес снаряда: 5 кг)                             | Иосиф Кесидис Кипр | 78,92 м                    | Аату Кангасниеми Финляндия | 77,74 м            | Георгиос Папанастасиу Греция                                                                            | 77,37 м            |
| Метание копья (вес снаряда: 700 г)                             | Топи Парвиайнен Финляндия                                                                                               | 84,52 м EU18B CR           | Мате Хорват Венгрия | 73,72 м            | Райан Янсен Нидерланды                                                                                  | 72,08 м            |
| Десятиборье (юношеское)                                        | Амадеус Гребер Германия                                                                                                 | 7626 очков                 | Лео Гёранссон Швеция | 7609 очков NU18B   | Александр Монтань Франция                                                                               | 7591 очко          |
| Ходьба на 10 000 м                                             | Фредерик Вайгель Германия                                                                                               | 44.01,60 CR                | Джузеппе Дизабато Италия | 44.16,55           | Мигель Эспиноза Испания                                                                                 | 44.46,88           |
| Эстафета 100+200+300+400 м                                     | Италия · Франческо Инцоли · Филиппо Падован · Эдуардо Лонгобарди · Давиде Де Роза · Софиан Сафрауи · Лука Марсиковетере | 1.52,69 NU18B CR           | Норвегия · Йонатан Хертвиг-Эдегор · Себастьян Бернтсен · Эвен Элиас Граннес-Педерсен · Бастиан Эльнан Эурстад · Синдре Стрёнстад-Лёсет | 1.53,36 NU18B      | Великобритания · Тедди Уилсон · Дежон Лингард · Дин Паттерсон · Том Гонс · Каллум Уэбб · Джек Паттерсон | 1.53,75 NU18B      |

### Девушки
| Дисциплина                                                     | Золото | Золото                   | Серебро | Серебро                  | Бронза                                                                                                 | Бронза             |
| -------------------------------------------------------------- | --- | ------------------------ | --- | ------------------------ | --- | ------------------ |
| 100 м (ветер: +1,8 м/с)                                        | Ниа Уиддербёрн-Гудисон Великобритания | 11,39 CR                 | Челси Кадири Германия                                                                                                  | 11,50                    | Рене Реджис Великобритания                                                                             | 11,58              |
| 200 м (ветер: +2,5 м/с)                                        | Фейт Акинбиледже Великобритания | 23,36                    | Холли Окуку Германия                                                                                                   | 24,03                    | Лара Юрчич Хорватия                                                                                    | 24,22              |
| 400 м                                                          | Шарлотт Хенрич Великобритания | 53,54                    | Лурдес Глория Мануэль Чехия                                                                                            | 53,61                    | Эданур Тулум Турция                                                                                    | 53,96 NU18B        |
| 800 м                                                          | Малин Хёльсвен Норвегия | 2.09,29                  | Яна Беккер Германия | 2.09,52                  | Айрис Даунс Великобритания                                                                             | 2.09,56            |
| 1500 м                                                         | Энни Мэнн Великобритания | 4.23,41                  | Айча Фиданоглу Турция                                                                                                  | 4.23,98                  | Ширин Кербер Швейцария                                                                                 | 4.24,46            |
| 3000 м                                                         | София Тёгерсен Дания | 9.20,56                  | Джессика Бейли Великобритания                                                                                          | 9.32,74                  | Эдибе Ягыз Турция                                                                                      | 9.34,53            |
| 2000 м с препятствиями                                         | Йоланда Каллабис Германия | 6.20,22 NU18B CR         | Адия Будде Германия | 6.28,09                  | София Тёгерсен Дания                                                                                   | 6.29,68            |
| 100 м с барьерами (высота барьеров: 76,2 см) (ветер: +1,8 м/с) | Миа Макинтош Великобритания | 13,05 NU18B CR           | Эсси Нискала Финляндия                                                                                                 | 13,29                    | София Пиццато Италия                                                                                   | 13,33              |
| 400 м с барьерами                                              | Офелия Пай Великобритания | 58,09 NU18B CR           | Зоэ Лаурейс Бельгия | 58,22                    | Стефани Окоро Великобритания                                                                           | 58,44              |
| Прыжок в высоту                                                | Ангелина Топич Сербия | 1,92 м                   | Йоханна Гёринг Германия                                                                                                | 1,88 м                   | Мерел Мас Бельгия                                                                                      | 1,86 м             |
| Прыжок с шестом                                                | Илиана Триантафиллу Греция | 4,05 м                   | Викторие Ондрова Чехия                                                                                                 | 3,95 м                   | Элла Удденес Швеция                                                                                    | 3,85 м             |
| Прыжок в длину                                                 | Айла Халльберг-Хоссейн Швеция | 6,39 м (+1,0 м/с) CR     | Брина Ликар Словения                                                                                                   | 6,30 м (+2,0 м/с)        | Пламена Чакырова Болгария                                                                              | 6,24 м (−0,7 м/с)  |
| Прыжок в длину                                                 | Айла Халльберг-Хоссейн Швеция | 6,39 м (+1,0 м/с) CR     | Брина Ликар Словения                                                                                                   | 6,30 м (+2,0 м/с)        | Лаура Мартинес Испания                                                                                 | 6,24 м (+0,1 м/с)  |
| Тройной прыжок                                                 | Клеманс Ружье Франция | 13,72 м (+0,7 м/с) NU18B | Теодора Боберич Сербия                                                                                                 | 13,36 м (+0,3 м/с) NU18B | Наталия Драгоевич Сербия                                                                               | 13,04 м (+1,1 м/с) |
| Толкание ядра (вес снаряда: 3 кг)                              | Клео Агьепонг Великобритания | 17,39 м NU18B            | Шанталь Римке Германия                                                                                                 | 16,86 м NU18B            | Пейдж Стивенс Великобритания                                                                           | 16,69 м            |
| Метание диска                                                  | Кёрли Браун Германия | 50,64 м                  | Принсес Хайман Франция                                                                                                 | 50,27 м                  | Анна Кициньская Польша                                                                                 | 46,60 м            |
| Метание молота (вес снаряда: 3 кг)                             | Валентина Савва Кипр | 70,28 м                  | Виллё Вискелети Венгрия                                                                                                | 69,11 м                  | Эмилия Колокотрони Кипр                                                                                | 65,35 м            |
| Метание копья (вес снаряда: 500 г)                             | Веэра Сауна-Ахо Финляндия | 52,22 м                  | Сюзе Зеват Нидерланды                                                                                                  | 50,68 м                  | Оринта Навикайте Литва                                                                                 | 50,64 м            |
| Семиборье (юношеское)                                          | Яна Кошчак Хорватия | 6106 очков               | Шаролта Крист Венгрия                                                                                                  | 5794 очка NU18B          | Пия Мессинг Германия                                                                                   | 5690 очков         |
| Ходьба на 5000 м                                               | София Сантакреу Испания | 22.46,32                 | Мартина Скьяннамеа Италия                                                                                              | 23.15,40                 | Лена Овре Франция                                                                                      | 23.26,07           |
| Эстафета 100+200+300+400 м                                     | Великобритания · Рене Реджис · Фейт Акинбиледже · Ребекка Грив · Этти Сиссон · Эммануэлла Куайе · Ниа Уиддербёрн-Гудисон · Джессика Эстилл | 2.07,18 EU18B CR         | Италия · Аличе Пальярини · Людовика Галуппи · Элиза Марчелло · Нгалула Кабангу · Валентина Ваккари · Кларисса Вьянелли | 2.07,35 NU18B            | Испания · Айноа Репарас · Лаура Мартинес · Адриана Лопес · Ана Прието · Найя Микелеис · Мартина Сунино | 2.08,80            |

1. 1 2 3 4  Лаура Мартинес и Пламена Чакырова показали одинаковый результат в прыжке в длину — 6,24 м. По правилам, выше в итоговом протоколе оказалась Мартинес, у которой был лучше второй по дальности прыжок в финале (6,11 м против 6,08 м у Чакыровой). Однако после окончания соревнований болгарская команда подала протест, указав, что испанка в попытке на 6,11 м совершила заступ. После видеопросмотра протест был удовлетворён, прыжок Мартинес аннулирован, и на третье место переместилась Чакырова. Тем не менее, судьи приняли решение вручить бронзовые медали обеим спортсменкам'"`UNIQ--ref-00000044-QINU`"'

## Медальный зачёт
Медали в 40 дисциплинах лёгкой атлетики завоевали представители 27 стран-участниц.
 Принимающая страна
| Место | Страна         | Золото | Серебро | Бронза | Всего |
| ----- | -------------- | ------ | ------- | ------ | ----- |
| 1     | Великобритания | 8      | 1       | 7      | 16    |
| 2     | Германия       | 4      | 7       | 3      | 14    |
| 3     | Италия         | 3      | 5       | 3      | 11    |
| 4     | Нидерланды     | 3      | 2       | 1      | 6     |
| 5     | Испания        | 3      | 0       | 3      | 6     |
| 6     | Франция        | 2      | 3       | 2      | 7     |
| 7     | Норвегия       | 2      | 3       | 0      | 5     |
| 8     | Финляндия      | 2      | 2       | 1      | 5     |
| 9     | Польша         | 2      | 1       | 3      | 6     |
| 10    | Кипр           | 2      | 1       | 1      | 4     |
| 11    | Швеция         | 1      | 2       | 2      | 5     |
| 12    | Чехия          | 1      | 2       | 0      | 3     |
| 13    | Турция         | 1      | 1       | 2      | 4     |
| 14    | Сербия         | 1      | 1       | 1      | 3     |
| 15    | Болгария       | 1      | 0       | 2      | 3     |
| 16    | Дания          | 1      | 0       | 1      | 2     |
| 16    | Греция         | 1      | 0       | 1      | 2     |
| 16    | Хорватия       | 1      | 0       | 1      | 2     |
| 19    | Украина        | 1      | 0       | 0      | 1     |
| 20    | Венгрия        | 0      | 4       | 1      | 5     |
| 21    | Бельгия        | 0      | 2       | 1      | 3     |
| 22    | Швейцария      | 0      | 1       | 2      | 3     |
| 23    | Ирландия       | 0      | 1       | 0      | 1     |
| 23    | Израиль        | 0      | 1       | 0      | 1     |
| 23    | Словения       | 0      | 1       | 0      | 1     |
| 26    | Литва          | 0      | 0       | 1      | 1     |
| 26    | Румыния        | 0      | 0       | 1      | 1     |
| Всего | Всего          | 40     | 41      | 40     | 121   |